# Giải vô địch bóng đá nữ thế giới 1991
Giải vô địch bóng đá nữ thế giới 1991 là Giải vô địch bóng đá nữ thế giới đầu tiên được tổ chức dành cho các đội tuyển quốc gia. Giải diễn ra tại Quảng Đông, Trung Quốc từ 16 tháng 11 tới 30 tháng 11 năm 1991. FIFA, cơ quan điều hành bóng đá thế giới, chọn Trung Quốc vì trước đó 3 năm nước này tổ chức giải đấu bóng đá nữ thử nghiệm, FIFA Women's Invitation Tournament 1988. Các trận đấu diễn ra tại các thành phố Quảng Châu, Phật Sơn, Giang Môn và Trung Sơn. Giải được tài trợ bởi Công ty Mars, chủ sở hữu thương hiệu M&M's. Do FIFA vẫn lưỡng lự trong việc gán tên "World Cup" cho giải đấu nên nó có tên chính thức là 1st FIFA World Championship for Women's Football for the M&M's Cup.
Linh vật chính thức của giải đấu là Lăng Lăng, cô bé chim sẻ lông vàng, mặc áo phông xám.
Hoa Kỳ là đội tuyển vô địch sau chiến thắng 2–1 trước Na Uy trước sự chứng kiến của 65.000 cổ động viên trên sân vận động Thiên Hà, thành phố Quảng Châu. Hoa Kỳ lên ngôi với bộ ba tiền đạo gồm đội trưởng April Heinrichs, Carin Jennings và Michelle Akers-Stahl, trong đó Jennings là cầu thủ xuất sắc nhất giải trong khi Akers-Stahl giành danh hiệu Chiếc giày vàng với 10 bàn thắng. Có tổng cộng 510.000 lượt khán giả tới xem các trận đấu tại giải.

## Sân vận động
| Quảng Đông, Trung QuốcQuảng ChâuPhật SơnTrung SơnGiang MônGiải vô địch bóng đá nữ thế giới 1991 (Quảng Đông) | Quảng Đông, Trung QuốcQuảng ChâuPhật SơnTrung SơnGiang MônGiải vô địch bóng đá nữ thế giới 1991 (Quảng Đông) | Việt Tú, Quảng Châu           | Thiên Hà, Quảng Châu   | Phiên Ngung, Quảng Châu |
| Quảng Đông, Trung QuốcQuảng ChâuPhật SơnTrung SơnGiang MônGiải vô địch bóng đá nữ thế giới 1991 (Quảng Đông) | Quảng Đông, Trung QuốcQuảng ChâuPhật SơnTrung SơnGiang MônGiải vô địch bóng đá nữ thế giới 1991 (Quảng Đông) | Sân vận động tỉnh Quảng Đông  | Sân vận động Thiên Hà  | Sân vận động Anh Đông   |
| Quảng Đông, Trung QuốcQuảng ChâuPhật SơnTrung SơnGiang MônGiải vô địch bóng đá nữ thế giới 1991 (Quảng Đông) | Quảng Đông, Trung QuốcQuảng ChâuPhật SơnTrung SơnGiang MônGiải vô địch bóng đá nữ thế giới 1991 (Quảng Đông) | Sức chứa: 25.000              | Sức chứa: 60.000       | Sức chứa: 15.000        |
| Quảng Đông, Trung QuốcQuảng ChâuPhật SơnTrung SơnGiang MônGiải vô địch bóng đá nữ thế giới 1991 (Quảng Đông) | Quảng Đông, Trung QuốcQuảng ChâuPhật SơnTrung SơnGiang MônGiải vô địch bóng đá nữ thế giới 1991 (Quảng Đông) |                               |                        |                         |
| Quảng Đông, Trung QuốcQuảng ChâuPhật SơnTrung SơnGiang MônGiải vô địch bóng đá nữ thế giới 1991 (Quảng Đông) | Quảng Đông, Trung QuốcQuảng ChâuPhật SơnTrung SơnGiang MônGiải vô địch bóng đá nữ thế giới 1991 (Quảng Đông) | Phật Sơn                      | Giang Môn              | Trung Sơn               |
| Quảng Đông, Trung QuốcQuảng ChâuPhật SơnTrung SơnGiang MônGiải vô địch bóng đá nữ thế giới 1991 (Quảng Đông) | Quảng Đông, Trung QuốcQuảng ChâuPhật SơnTrung SơnGiang MônGiải vô địch bóng đá nữ thế giới 1991 (Quảng Đông) | Sân vận động Tân Quảng Trường | Sân vận động Giang Môn | Sân vận động Trung Sơn  |
| Quảng Đông, Trung QuốcQuảng ChâuPhật SơnTrung SơnGiang MônGiải vô địch bóng đá nữ thế giới 1991 (Quảng Đông) | Quảng Đông, Trung QuốcQuảng ChâuPhật SơnTrung SơnGiang MônGiải vô địch bóng đá nữ thế giới 1991 (Quảng Đông) | Sức chứa: 14.000              | Sức chứa: 13.000       | Sức chứa: 12.000        |

## Các đội tham dự

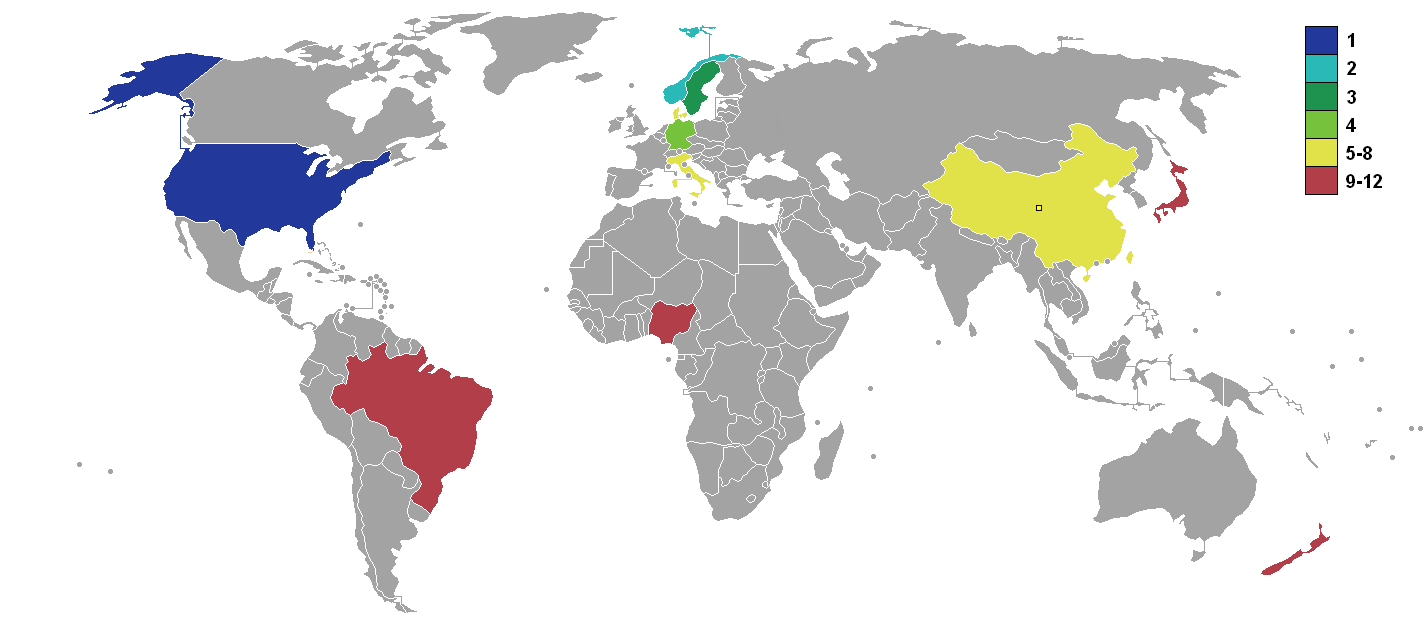
Các đội tuyển tham dự vòng chung kết

Có tất cả 12 đội tuyển giành quyền tham dự giải sau các giải đấu vòng loại khu vực. Tất cả sáu liên đoàn thành viên FIFA đều có đại diện của mình.
| - Châu Phi (CAF) - Nigeria - Châu Á (AFC) - Trung Quốc - Nhật Bản - Đài Bắc Trung Hoa - Nam Mỹ (CONMEBOL) - Brasil - Châu Đại Dương (OFC) - New Zealand | - Châu Âu (UEFA) - Đan Mạch - Đức - Ý - Na Uy - Thụy Điển - Bắc, Trung Mỹ & Caribe (CONCACAF) - Hoa Kỳ |

## Trọng tài
Đây là lần đầu tiên trong một giải đấu của FIFA có sự hiện diện của trọng tài nữ. Cả sáu trọng tài nữ đều đóng vai trò trợ lý trọng tài, ngoại trừ Cláudia Vasconcelos, người đảm nhiệm trận tranh giải ba; đây là nữ trọng tài chính đầu tiên ở một giải đấu của FIFA.
| Châu Phi - Omer Yengo - Fethi Boucetta Châu Á - Raja Shrestha Gyanu - Dai Yuguang - Li Haiseng - Lục Tuấn - Wang Xuezhi - Yu Jingyin - Zuo Xiudi Bắc, Trung Mỹ & Caribe - Rafael Rodriguez Medina - Maria Herrera Garcia | Nam Mỹ - Cláudia Vasconcelos - Salvador Imperatore - John Toro Rendón Châu Âu - Gertrud Regus - Vassilios Nikakis - Jim McCluskey - Ingrid Jonsson - Vadim Zhuk Châu Đại Dương - Linda May Black |

## Tổng quan về giải đấu
Báo cáo kĩ thuật của FIFA chỉ ra rằng, sau giải, các cầu thủ và trọng tài vẫn lưỡng lự giữa việc giữ nguyên thời gian thi đấu là 80 phút một trận, hoặc chuyển sang thi đấu 90 phút như của nam. Hay cũng có những ý kiến khác nhau về việc sử dụng trái bóng cỡ 5 có thích hợp hay không. Một số đội gặp khó khăn trong việc tìm kiếm trang bị chất lượng tốt và đúng kích cỡ.
Giải được xem là thành công về chất lương chuyên môn và số lượng khán giả. Chủ tịch FIFA João Havelange viết rằng:
| “ | "Với tư cách chủ tịch FIFA tôi cảm thấy vinh hạnh được theo dõi các cô gái này chơi bóng thực sự tài tình và đẹp mắt, và theo như những gì những nhà đại diện cho báo chí có mặt ở đây, [họ] giúp cho cuộc chơi thực sự là một ngày hội... bóng đá nữ giờ đã thực sự có tiếng nói." | ” |

Thành công của giải đấu là nhân tố chính giúp bóng đá nữ góp mặt ở Thế vận hội Mùa hè 1996. Cựu cầu thủ Sue Lopez cho biết rằng tuy lượng khán giả là rất đông, nhưng nhiều vé vào sân là vé trao tay miễn phí. "Sự mới lạ" của những người phụ nữ ngoại quốc chơi bóng cũng thúc đẩy khán giả địa phương tới xem.

## Vòng bảng
|  | Đội giành quyền vào vòng trong. |

### Bảng A
| Đội         | Trận | Thắng | Hoà | Thua | BT | BB | HS  | Điểm |
| ----------- | ---- | ----- | --- | ---- | -- | -- | --- | ---- |
| Trung Quốc  | 3    | 2     | 1   | 0    | 10 | 3  | 7   | 5    |
| Na Uy       | 3    | 2     | 0   | 1    | 6  | 5  | 1   | 4    |
| Đan Mạch    | 3    | 1     | 1   | 1    | 6  | 4  | 2   | 3    |
| New Zealand | 3    | 0     | 0   | 3    | 1  | 11 | −10 | 0    |

| Trung Quốc                                            | 4–0      | Na Uy |
| ----------------------------------------------------- | -------- | ----- |
| Mã Lợi 22' · Lưu Ái Linh 45', 50' · Tôn Khánh Mai 75' | Chi tiết |       |

| Đan Mạch                        | 3–0      | New Zealand |
| ------------------------------- | -------- | ----------- |
| Jensen 15', 40' · MacKensie 42' | Chi tiết |             |

| Na Uy                                              | 4–0      | New Zealand |
| -------------------------------------------------- | -------- | ----------- |
| Campbell 30' (l.n.) · Medalen 32', 38' · Riise 49' | Chi tiết |             |

| Trung Quốc                   | 2–2      | Đan Mạch                 |
| ---------------------------- | -------- | ------------------------ |
| Tôn Văn 37' · Vi Hải Anh 76' | Chi tiết | Kolding 24' · Nissen 55' |

| Trung Quốc                                            | 4–1      | New Zealand |
| ----------------------------------------------------- | -------- | ----------- |
| Chu Dương 20' · Lưu Ái Linh 22', 60' · Ngô Vĩ Anh 24' | Chi tiết | Nye 65'     |

| Na Uy                              | 2–1      | Đan Mạch              |
| ---------------------------------- | -------- | --------------------- |
| Svensson 14' (ph.đ.) · Medalen 56' | Chi tiết | Thychosen 54' (ph.đ.) |

### Bảng B
| Đội       | Trận | Thắng | Hoà | Thua | BT | BB | HS  | Điểm |
| --------- | ---- | ----- | --- | ---- | -- | -- | --- | ---- |
| Hoa Kỳ    | 3    | 3     | 0   | 0    | 11 | 2  | 9   | 6    |
| Thụy Điển | 3    | 2     | 0   | 1    | 12 | 3  | 9   | 4    |
| Brasil    | 3    | 1     | 0   | 2    | 1  | 7  | −6  | 2    |
| Nhật Bản  | 3    | 0     | 0   | 3    | 0  | 12 | −12 | 0    |

| Nhật Bản | 0–1      | Brasil   |
| -------- | -------- | -------- |
|          | Chi tiết | Elane 4' |

| Thụy Điển                       | 2–3      | Hoa Kỳ                       |
| ------------------------------- | -------- | ---------------------------- |
| Videkull 65' · I. Johansson 71' | Chi tiết | Jennings 40', 49' · Hamm 62' |

| Nhật Bản | 0–8      | Thụy Điển                                                                                              |
| -------- | -------- | --- |
|          | Chi tiết | Videkull 1', 11' · Andelen 15', 60' · Lundgren 25' · Nilsson 27' · Sundhage 35' · Yamaguchi 70' (l.n.) |

| Brasil | 0–5      | Hoa Kỳ                                                   |
| ------ | -------- | -------------------------------------------------------- |
|        | Chi tiết | Heinrichs 23', 35' · Jennings 38' · Akers 39' · Hamm 63' |

| Nhật Bản | 0–3      | Hoa Kỳ                       |
| -------- | -------- | ---------------------------- |
|          | Chi tiết | Akers 20', 37' · Gebauer 39' |

| Brasil | 0–2      | Thụy Điển                          |
| ------ | -------- | ---------------------------------- |
|        | Chi tiết | Sundhage 42' (ph.đ.) · Hedberg 56' |

### Bảng C
| Đội               | Trận | Thắng | Hoà | Thua | BT | BB | HS | Điểm |
| ----------------- | ---- | ----- | --- | ---- | -- | -- | -- | ---- |
| Đức               | 3    | 3     | 0   | 0    | 9  | 0  | 9  | 6    |
| Ý                 | 3    | 2     | 0   | 1    | 6  | 2  | 4  | 4    |
| Đài Bắc Trung Hoa | 3    | 1     | 0   | 2    | 2  | 8  | −6 | 2    |
| Nigeria           | 3    | 0     | 0   | 3    | 0  | 7  | −7 | 0    |

| Đức                                        | 4–0      | Nigeria |
| ------------------------------------------ | -------- | ------- |
| Neid 16' · Mohr 32', 34' · Göttschlich 57' | Chi tiết |         |

| Đài Bắc Trung Hoa | 0–5      | Ý                                                      |
| ----------------- | -------- | ------------------------------------------------------ |
|                   | Chi tiết | Ferraguzzi 15' · Marsiletti 29' · Morace 37', 52', 66' |

| Ý          | 1–0      | Nigeria |
| ---------- | -------- | ------- |
| Morace 68' | Chi tiết |         |

| Đài Bắc Trung Hoa | 0–3      | Đức                                  |
| ----------------- | -------- | ------------------------------------ |
|                   | Chi tiết | Wiegmann 10' (ph.đ.) · Mohr 21', 50' |

| Đài Bắc Trung Hoa                 | 2–0      | Nigeria |
| --------------------------------- | -------- | ------- |
| Lâm Mỹ Quân 38' · Chu Đài Anh 55' | Chi tiết |         |

| Ý | 0–2      | Đức                     |
| - | -------- | ----------------------- |
|   | Chi tiết | Mohr 67' · Unsleber 79' |

## Vòng đấu loại trực tiếp

### Tóm tắt
|  | Tứ kết                   | Tứ kết                    |                          |   | Bán kết       | Bán kết       |  |  | Chung kết | Chung kết |
|  |                          |                           |                          |   |               |               |  |  |           |           |
|  | 24 tháng 11 — Trung Sơn  |                           |                          |   |               |               |  |  |           |           |
|  |                          |                           |                          |   |               |               |  |  |           |           |
|  | Đan Mạch                 | 1                         |                          |   |               |               |  |  |           |           |
|  | Đan Mạch                 | 1                         | 27 tháng 11 — Quảng Châu |   |               |               |  |  |           |           |
|  | Đức (h.p.)               | 2                         |                          |   |               |               |  |  |           |           |
|  | Đức (h.p.)               | 2                         | Đức                      | 2 |               |               |  |  |           |           |
|  | 24 tháng 11 — Phật Sơn   |                           | Đức                      | 2 |               |               |  |  |           |           |
|  |                          | Hoa Kỳ                    | 5                        |   |               |               |  |  |           |           |
|  | Hoa Kỳ                   | Hoa Kỳ                    | 5                        | 7 |               |               |  |  |           |           |
|  | Hoa Kỳ                   |                           | 30 tháng 11 — Quảng Châu | 7 |               |               |  |  |           |           |
|  | Đài Bắc Trung Hoa        | 0                         |                          |   |               |               |  |  |           |           |
|  | Đài Bắc Trung Hoa        | 0                         | Hoa Kỳ                   | 2 |               |               |  |  |           |           |
|  | 24 tháng 11 — Quảng Châu |                           | Hoa Kỳ                   | 2 |               |               |  |  |           |           |
|  |                          | Na Uy                     | 1                        |   |               |               |  |  |           |           |
|  | Trung Quốc               | Na Uy                     | 1                        | 0 |               |               |  |  |           |           |
|  | Trung Quốc               | 27 tháng 11 — Phiên Ngung |                          | 0 |               |               |  |  |           |           |
|  | Thụy Điển                | 1                         |                          |   |               |               |  |  |           |           |
|  | Thụy Điển                | 1                         | Thụy Điển                | 1 |               |               |  |  |           |           |
|  | 24 tháng 11 — Giang Môn  |                           | Thụy Điển                | 1 |               |               |  |  |           |           |
|  |                          | Na Uy                     | 4                        |   | Tranh hạng ba | Tranh hạng ba |  |  |           |           |
|  | Na Uy (h.p.)             | Na Uy                     | 4                        | 3 | Tranh hạng ba | Tranh hạng ba |  |  |           |           |
|  | Na Uy (h.p.)             |                           | 29 tháng 11 — Quảng Châu | 3 |               |               |  |  |           |           |
|  | Ý                        | 2                         |                          |   |               |               |  |  |           |           |
|  | Ý                        | 2                         | Đức                      | 0 |               |               |  |  |           |           |
|  |                          |                           |                          |   |               |               |  |  |           |           |
|  | Thụy Điển                | 4                         |                          |   |               |               |  |  |           |           |
|  | Thụy Điển                | 4                         |                          |   |               |               |  |  |           |           |

### Tứ kết
| Đức                             | 2–1 (s.h.p.) | Đan Mạch              |
| ------------------------------- | ------------ | --------------------- |
| Wiegmann 17' (ph.đ.) · Mohr 98' | Chi tiết     | MacKensie 25' (ph.đ.) |

| Trung Quốc | 0–1      | Thụy Điển   |
| ---------- | -------- | ----------- |
|            | Chi tiết | Sundhage 3' |

| Na Uy                                            | 3–2 (s.h.p.) | Ý                         |
| ------------------------------------------------ | ------------ | ------------------------- |
| Hegstad 22' · Carlsen 67' · Svensson 96' (ph.đ.) | Chi tiết     | Salmaso 31' · Guarino 80' |

| Hoa Kỳ                                                          | 7–0      | Đài Bắc Trung Hoa |
| --------------------------------------------------------------- | -------- | ----------------- |
| Akers 8', 29', 33', 44' (ph.đ.), 48' · Foudy 38' · Biefield 79' | Chi tiết |                   |

### Bán kết
| Thụy Điển   | 1–4      | Na Uy                                                 |
| ----------- | -------- | ----------------------------------------------------- |
| Videkull 6' | Chi tiết | Svensson 39' (ph.đ.) · Medalen 41', 77' · Carlsen 67' |

| Hoa Kỳ                                      | 5–2      | Đức                     |
| ------------------------------------------- | -------- | ----------------------- |
| Jennings 10', 22', 33' · Heinrichs 54', 75' | Chi tiết | Mohr 34' · Wiegmann 63' |

### Tranh hạng ba
| Thụy Điển                                              | 4–0      | Đức |
| ------------------------------------------------------ | -------- | --- |
| Andelen 7' · Sundhage 11' · Videkull 29' · Nilsson 43' | Chi tiết |     |

### Chung kết
Ba ngày trước trận chung kết cả hai đội đều trú chân tại Khách sạn Bạch Thiên Nga, một điều khiến các cầu thủ rất thất vọng do tính chất quan trọng của cuộc đối đầu.
| Hoa Kỳ         | 2–1      | Na Uy       |
| -------------- | -------- | ----------- |
| Akers 20', 78' | Chi tiết | Medalen 29' |

## Giải thưởng
| Vô địch Giải vô địch bóng đá nữ thế giới 1991 |
| --------------------------------------------- |
| · Hoa Kỳ · Lần thứ nhất                       |

| Chiếc giày vàng | Quả bóng vàng  | Cúp FIFA Fair Play |
| --------------- | -------------- | ------------------ |
| Michelle Akers  | Carin Jennings | Đức                |

## Cầu thủ ghi bàn
10 bàn
- Michelle Akers

7 bàn
- Heidi Mohr

6 bàn
- Linda Medalen
- Carin Jennings

5 bàn
- Lena Videkull

4 bàn
- Lưu Ái Linh
- Pia Sundhage
- April Heinrichs
- Carolina Morace

3 bàn
- Bettina Wiegmann
- Tina Svensson
- Anneli Andelen

2 bàn
- Marianne Jensen
- Susan MacKensie
- Mia Hamm
- Agnete Carlsen
- Helen Nilsson

1 bàn
- Elane Rego dos Santos
- Lâm Mỹ Quân
- Chu Đài Anh
- Lisbet Kolding
- Hanne Nissen
- Annette Thychosen
- Gudrun Göttschlich
- Silvia Neid
- Britta Unsleber
- Joy Biefield
- Julie Foudy
- Wendy Gebauer
- Birthe Hegstad
- Hege Riise
- Kim Barbara Nye
- Susanne Hedberg
- Ingrid Johansson
- Malin Lundgren
- Mã Lợi
- Tôn Khánh Mai
- Tôn Văn
- Vi Hải Anh
- Ngô Vĩ Anh
- Chu Dương
- Feriana Ferraguzzi
- Rita Guarino
- Adele Marsiletti
- Raffaella Saimaso

Phản lưới nhà
- Julia Campbell (gặp Na Uy)
- Yamaguchi Sayuri (gặp Thụy Điển)